# Olympische Sommerspiele 2020/Kanu – Zweier-Canadier 500 m (Frauen)
Erstmals in der Geschichte fand bei den Olympischen Spielen 2020 ein Kanu-Rennen der Frauen mit dem Zweier-Canadier über 500 m statt. Dieses wurde vom 6. bis 7. August 2021 auf dem Sea Forest Waterway ausgetragen.

## Titelträger
| Olympiasiegerinnen | nicht ausgetragen       | Rio de Janeiro 2016 |
| Weltmeisterinnen   | Sun Mengya / Xu Shixiao | Szeged 2019         |

## Ergebnisse

### Vorlauf

#### Lauf 1
| Platz | Kanute                                  | Nation      | Zeit         | Bemerkung     |
| ----- | --------------------------------------- | ----------- | ------------ | ------------- |
| 1     | Xu Shixiao Sun Mengya                   | China       | 1:57,870 min | Halbfinale    |
| 2     | Lisa Jahn Sophie Koch                   | Deutschland | 2:01,184 min | Halbfinale    |
| 3     | Laurence Vincent-Lapointe Katie Vincent | Kanada      | 2:02,170 min | Viertelfinale |
| 4     | Dilnoza Rakhmatova Nilufar Zokirova     | Usbekistan  | 2:04,854 min | Viertelfinale |
| 5     | Irina Andrejewa Olessja Romassenko      | ROC         | 2:05,604 min | Viertelfinale |
| 6     | Karen Roco María Mailliard              | Chile       | 2:09,820 min | Viertelfinale |
| 7     | Bernadette Wallace Josephine Bulmer     | Australien  | 2:11,322 min | Viertelfinale |

#### Lauf 2
| Platz | Kanute                                    | Nation     | Zeit         | Bemerkung     |
| ----- | ----------------------------------------- | ---------- | ------------ | ------------- |
| 1     | Ljudmyla Lusan Anastassija Tschetwerikowa | Ukraine    | 2:01,156 min | Halbfinale    |
| 2     | Virág Balla Kincső Takács                 | Ungarn     | 2:02,344 min | Halbfinale    |
| 3     | Yarisleidis Cirilo Katherin Nuevo         | Kuba       | 2:03,229 min | Viertelfinale |
| 4     | Daniela Cociu Maria Olărașu               | Moldau     | 2:06,070 min | Viertelfinale |
| 5     | Swetlana Ussowa Margarita Torlopowa       | Kasachstan | 2:09,024 min | Viertelfinale |
| 6     | Daryna Pikulewa Nadseja Makartschanka     | Belarus    | 2:09,799 min | Viertelfinale |
| 7     | Manaka Kubota Teruko Kiriake              | Japan      | 2:16,791 min | Viertelfinale |

### Viertelfinale

#### Lauf 1
| Platz | Kanute                                  | Nation     | Zeit         | Bemerkung  |
| ----- | --------------------------------------- | ---------- | ------------ | ---------- |
| 1     | Laurence Vincent-Lapointe Katie Vincent | Kanada     | 2:02,259 min | Halbfinale |
| 2     | Daniela Cociu Maria Olărașu             | Moldau     | 2:03,434 min | Halbfinale |
| 3     | Daryna Pikulewa Nadseja Makartschanka   | Belarus    | 2:04,951 min | Halbfinale |
| 4     | Swetlana Ussowa Margarita Torlopowa     | Kasachstan | 2:06,179 min | B-Finale   |
| 5     | Bernadette Wallace Josephine Bulmer     | Australien | 2:11,180 min | B-Finale   |

#### Lauf 2
| Platz | Kanute                              | Nation     | Zeit         | Bemerkung  |
| ----- | ----------------------------------- | ---------- | ------------ | ---------- |
| 1     | Yarisleidis Cirilo Katherin Nuevo   | Kuba       | 2:03,282 min | Halbfinale |
| 2     | Dilnoza Rakhmatova Nilufar Zokirova | Usbekistan | 2:04,450 min | Halbfinale |
| 3     | Irina Andrejewa Olessja Romassenko  | ROC        | 2:04,703 min | Halbfinale |
| 4     | Karen Roco María Mailliard          | Chile      | 2:04,969 min | B-Finale   |
| 5     | Manaka Kubota Teruko Kiriake        | Japan      | 2:08,849 min | B-Finale   |

### Halbfinale

#### Lauf 1
| Platz | Kanute                                | Nation  | Zeit         | Bemerkung |
| ----- | ------------------------------------- | ------- | ------------ | --------- |
| 1     | Xu Shixiao Sun Mengya                 | China   | 2:01,369 min | A-Finale  |
| 2     | Yarisleidis Cirilo Katherin Nuevo     | Kuba    | 2:03,655 min | A-Finale  |
| 3     | Virág Balla Kincső Takács             | Ungarn  | 2:04,545 min | A-Finale  |
| 4     | Daniela Cociu Maria Olărașu           | Moldau  | 2:05,910 min | A-Finale  |
| 5     | Daryna Pikulewa Nadseja Makartschanka | Belarus | 2:07,205 min | B-Finale  |

#### Lauf 2
| Platz | Kanute                                    | Nation      | Zeit         | Bemerkung |
| ----- | ----------------------------------------- | ----------- | ------------ | --------- |
| 1     | Ljudmyla Lusan Anastassija Tschetwerikowa | Ukraine     | 2:02,893 min | A-Finale  |
| 2     | Laurence Vincent-Lapointe Katie Vincent   | Kanada      | 2:04,316 min | A-Finale  |
| 3     | Lisa Jahn Sophie Koch                     | Deutschland | 2:04,749 min | A-Finale  |
| 4     | Irina Andrejewa Olessja Romassenko        | ROC         | 2:04,968 min | A-Finale  |
| 5     | Dilnoza Rakhmatova Nilufar Zokirova       | Usbekistan  | 2:09,614 min | B-Finale  |

### Finale

#### B-Finale
Anmerkung: Gefahren wurde hier um die Plätze neun bis vierzehn, das heißt, die Sieger des B-Finales, Karen Roco und María Mailliard, wurden insgesamt Neunter usw.
| Platz | Kanute                                | Nation     | Zeit         | Bemerkung |
| ----- | ------------------------------------- | ---------- | ------------ | --------- |
| 1     | Karen Roco María Mailliard            | Chile      | 2:02,698 min |           |
| 2     | Daryna Pikulewa Nadseja Makartschanka | Belarus    | 2:04,351 min |           |
| 3     | Dilnoza Rakhmatova Nilufar Zokirova   | Usbekistan | 2:04,658 min |           |
| 4     | Swetlana Ussowa Margarita Torlopowa   | Kasachstan | 2:04,859 min |           |
| 5     | Bernadette Wallace Josephine Bulmer   | Australien | 2:05,698 min |           |
| 6     | Manaka Kubota Teruko Kiriake          | Japan      | 2:06,196 min |           |

#### A-Finale
| Platz | Kanute                                    | Nation      | Zeit         | Bemerkung |
| ----- | ----------------------------------------- | ----------- | ------------ | --------- |
| 1     | Xu Shixiao Sun Mengya                     | China       | 1:55,495 min |           |
| 2     | Ljudmyla Lusan Anastassija Tschetwerikowa | Ukraine     | 1:57,499 min |           |
| 3     | Laurence Vincent-Lapointe Katie Vincent   | Kanada      | 1:59,041 min |           |
| 4     | Lisa Jahn Sophie Koch                     | Deutschland | 1:59,943 min |           |
| 5     | Virág Balla Kincső Takács                 | Ungarn      | 2:00,289 min |           |
| 6     | Yarisleidis Cirilo Katherin Nuevo         | Kuba        | 2:01,623 min |           |
| 7     | Daniela Cociu Maria Olărașu               | Moldau      | 2:01,750 min |           |
| 8     | Irina Andrejewa Olessja Romassenko        | ROC         | 2:04,875 min |           |